# Shake Your Foundations
Shake Your Foundations – piosenka wydana przez hardrockową grupę AC/DC. Została napisana przez Angusa Younga, Briana Johnsona i Malcolma Younga.
Piosenka została wydana w 1985 r. na albumie Fly on the Wall. Następnego roku utwór zremiksowali Harry Vanda oraz George Young. Ta wersja została dołączona do wydanego rok później soundtracku, Who Made Who, do filmu Stephena Kinga Maximum Overdrive. Winylowe edycje albumu zawierają remiks, a większość wydań CD zawiera oryginalną wersję.